# Омура Масудзиро
О́мура Масудзиро́ (яп. 大村 益次郎 о:мура масудзиро:, 30 мая 1830 — 7 декабря 1869) — японский политический и военный деятель конца периода Эдо — начала периода Мэйдзи. Исследователь военного дела, основатель вооруженных сил Японии нового времени. Первый вице-министр войны (1869). Почитается как синтоистское божество в токийском святилище Ясукуни.

## Биография
Омура Масудзиро родился 30 мая 1830 года в селе Судзэндзи уезда Ёсики провинции Суо, в княжестве Тёсю. Он был старшим сыном сельского врача Мураты Такамасу (яп. 村田 孝益).
Масудзиро обучался «западным наукам» под руководством Огаты Коана. Завершив учёбу, он был приглашен в качестве специалиста по западному военному делу в Увадзима-хан и с 1857 года работал в сёгунате Токугава лектором Центра иностранных исследований (яп. 蕃書調所); в 1863 году поступил на службу в княжество Тёсю преподавателем западного военного дела. Омура был энергичным, деловым, увлекался подвигами армий Наполеона и достижениями флота Британской империи. Он способствовал тайной командировке группы студентов, среди которых был Ито Хиробуми, в Великобританию.
В 1865 году, накануне второго карательного похода сёгуната на Тёсю, Масудзиро провёл военную реформу родного хана. Он сформировал отряды из простолюдинов и вооружил их новейшими ружьями и артиллерией, для закупки которой лично посетил Шанхай. В 1866 году, с началом военных действий сёгуната против княжества Тёсю, Масудзиро возглавил оборону в направлении провинции Ивами. Он зарекомендовал себя успешным тактиком, которому удалось остановить и разбить правительственные войска, численно превосходившие его собственные отряды.
После реставрации Мэйдзи 1868 года Масудзиро стал одним из военачальников нового Императорского правительства. Во времена гражданской войны ему удалось уничтожить самурайские подразделения, выступавшие за свержение правительства и восстановление сёгуната. В 1869 года Масудзиро получил должность вице-министра Министерства войны и приступил к реформированию вооруженных сил Японии. Он поддерживал идею ликвидации самурайских ополчений автономных ханов и выступал инициатором формирования новой Всеяпонской Императорской гвардии. По замыслу Масудзиро, она должна была состоять из представителей всех сословий и подчиняться исключительно Императору. Образцом новой японской армии должна была стать французская армия.
В августе 1869 года Масудзиро уехал в Киото для реализации своих проектов. Однако его деятельность вызвала возмущение традиционалистов из княжества Тёсю, выступавших против чрезмерной вестернизации вооружённых сил. В октябре того же года они напали на Масудзиро на постоялом дворе в Киото и нанесли вице-министру тяжелые ранения. 7 декабря 1869 года он умер из-за большой потери крови.
Масудзиро похоронили на родине, в городе Ямагути. Планы покойного по реформированию армии реализовал его единомышленник и земляк Ямагата Аритомо, который в 1873 году издал указ о всеобщей воинской повинности в Японии. В память об основателе новых вооружённых сил Японии правительство воздвигло бронзовый памятник на территории святилища Ясукуни в Токио.